# Żinzifowo
Żinzifowo (bułg. Жинзифово) – wieś w południowej Bułgarii, w obwodzie Kyrdżali, w gminie Kyrdżali. Według danych Narodowego Instytutu Statystycznego, 31 grudnia 2011 roku wieś liczyła 367 mieszkańców.